# Copa de la Reina de Baloncesto 1995-96
La Copa de la Reina de Baloncesto 1995-96 corresponde a la 34.ª edición de dicho torneo. Se celebró entre el 5 de septiembre y el 29 de diciembre de 1995 en Huesca.
La disputan todos los equipos de la Liga Femenina. Se juegan dos eliminatorias previas a doble partido donde no entran los 5 equipos que juegan competición europea. Se juega una final a 8 a un solo partido en una sede fija. El campeón se clasifica para la Copa Ronchetti 1996-97.

## Desarrollo
En una coyuntura estadística en la que es muy difícil comprobar números fuera de la anotación no es fácil situar en un puesto entre las mejores actuaciones en una final la exhibición de Beverley Obringer en este encuentro. En cualquiera de los casos, sus 23 puntos y 17 rebotes merecen al menos una reseña. Como también la merece la primera Copa que adorna las vitrinas de Elisa Aguilar.
No podía haber mejor homenaje para Carolina Mújica que ver ganar el título al Canoe. La capitana de la selección española y pieza indispensable en el oro de Perugia fue agasajada en esta Copa y recibió la medalla de Oro de la FEB.

## Fase previa

### Primera eliminatoria
Los partidos de ida se jugaron el 5 de septiembre y los de vuelta el 12 de septiembre.
| Equipo 1        | Agr.    | Equipo 2              | Ida   | Vuelta |
| --------------- | ------- | --------------------- | ----- | ------ |
| Fonxesta Ensino | 158–145 | Universidad de Oviedo | 78–70 | 80–75  |

### Segunda eliminatoria
Los partidos de ida se jugaron el 1 de noviembre y los de vuelta el 8 de noviembre.
| Equipo 1               | Agr.    | Equipo 2           | Ida   | Vuelta |
| ---------------------- | ------- | ------------------ | ----- | ------ |
| Universitari Barcelona | 134–168 | Canoe N. C.        | 57–75 | 77–93  |
| Cajalón Zaragoza       | 120–160 | Banco Luso Español | 60–89 | 60–71  |
| Fonxesta Ensino        | 147–169 | Aucalsa Oviedo     | 73–89 | 74–80  |

## Fase final
|  | Cuartos de final    | Cuartos de final |                     |               | Semifinales     | Semifinales     |                     |              | Final           | Final           |  |
|  | 27 de diciembre     | 27 de diciembre  |                     |               | 28 de diciembre | 28 de diciembre |                     |              | 29 de diciembre | 29 de diciembre |  |
|  |                     |                  |                     |               |                 |                 |                     |              |                 |                 |  |
|  |                     |                  |                     |               |                 |                 |                     |              |                 |                 |  |
|  | Canoe N. C.         | 81               |                     |               |                 |                 |                     |              |                 |                 |  |
|  | Canoe N. C.         | 81               |                     |               |                 |                 |                     |              |                 |                 |  |
|  | Aucalsa Oviedo      | 67               |                     |               |                 |                 |                     |              |                 |                 |  |
|  | Aucalsa Oviedo      | 67               |                     | Canoe N. C.   | 96              |                 |                     |              |                 |                 |  |
|  |                     |                  |                     | Canoe N. C.   | 96              |                 |                     |              |                 |                 |  |
|  |                     |                  | Sandra Gran Canaria | 79            |                 |                 |                     |              |                 |                 |  |
|  | Sandra Gran Canaria | 71               | Sandra Gran Canaria | 79            |                 |                 |                     |              |                 |                 |  |
|  | Sandra Gran Canaria | 71               |                     |               |                 |                 |                     |              |                 |                 |  |
|  | CB Navarra          | 63               |                     |               |                 |                 |                     |              |                 |                 |  |
|  | CB Navarra          | 63               |                     |               |                 |                 |                     | Canoe N. C.  | 84              |                 |  |
|  |                     |                  |                     |               |                 |                 |                     | Canoe N. C.  | 84              |                 |  |
|  |                     |                  | Bàsquet Godella     | 69            |                 |                 |                     |              |                 |                 |  |
|  | Halcón Viajes       | 100              | Bàsquet Godella     | 69            |                 |                 |                     |              |                 |                 |  |
|  | Halcón Viajes       | 100              |                     |               |                 |                 |                     |              |                 |                 |  |
|  | Cepsa Tenerife      | 66               |                     |               |                 |                 |                     |              |                 |                 |  |
|  | Cepsa Tenerife      | 66               |                     | Halcón Viajes | 58              |                 |                     | Tercer lugar | Tercer lugar    |                 |  |
|  |                     |                  |                     | Halcón Viajes | 58              |                 |                     | Tercer lugar | Tercer lugar    |                 |  |
|  |                     |                  | Bàsquet Godella     | 81            |                 |                 |                     |              |                 |                 |  |
|  | Bàsquet Godella     | 83               | Bàsquet Godella     | 81            |                 |                 | Sandra Gran Canaria | 51           |                 |                 |  |
|  | Bàsquet Godella     | 83               |                     |               |                 |                 | Sandra Gran Canaria | 51           |                 |                 |  |
|  | Banco Luso Español  | 75               |                     |               |                 |                 |                     |              | Halcón Viajes   | 73              |  |
|  | Banco Luso Español  | 75               |                     |               |                 |                 |                     |              | Halcón Viajes   | 73              |  |
|  |                     |                  |                     |               |                 |                 |                     |              |                 |                 |  |

### Final
| 29 de diciembre de 1995 | Canoe N. C.                       | 84–69       | Bàsquet Godella                   |                                             |  |
|                         |                                   |             |                                   |                                             |  |
|                         | Estadísticas Beverley Obringer 23 | Reporte Pts | Estadísticas Andrea Congreaves 14 | Pabellón: Huesca Árbitros: Estévez, Morales |  |

| Ganadoras de la Copa de la Reina 1995-96 |
| ---------------------------------------- |
| Canoe N. C. 1º título                    |